# Bácovice
Bácovice (deutsch Batschowitz) ist eine Gemeinde in Tschechien. Sie liegt sieben Kilometer nordwestlich von Pelhřimov und gehört zum Okres Pelhřimov.

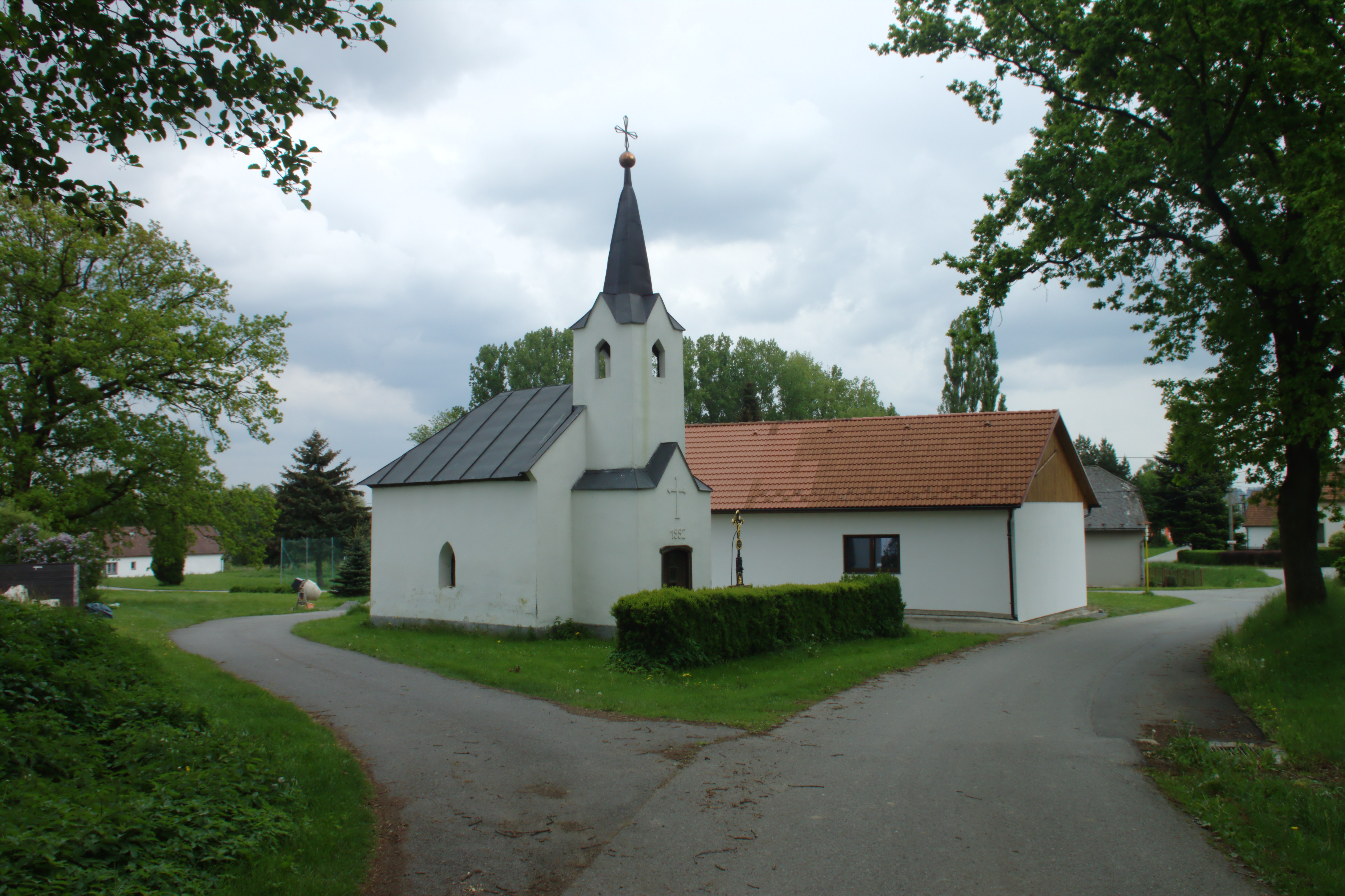
Dorfplatz

## Geographie
Bácovice befindet linksseitig des Hejlovka-Tales in der Böhmisch-Mährischen Höhe. Östlich des Dorfes führt Staatsstraße 112 von Pelhřimov nach Vlašim vorbei.
Nachbarorte sind Červená Řečice im Norden, Zmišovice im Nordosten, Těchoraz im Osten, Hodějovice im Südosten, Čakovice und Lipice im Süden, Bitětice im Südwesten, Milotičky im Westen sowie Rovná im Nordwesten.

## Geschichte
Die erste urkundliche Erwähnung von Bácovice als Teil der dem Erzbistum Prag gehörigen Herrschaft Řečice erfolgte im Jahre 1379. Bei der Teilung der Herrschaft im Jahre 1545 kam Bácovice zur Herrschaft Pelhřimov. Besitzer wurden die Herren von Říčany. Nach dem Loskauf der Stadt Pelhřimov war das Dorf ab 1572 städtischer Besitz und wurde 1577 der Stadt erblich zugeschrieben. Nach der Aufhebung der Patrimonialherrschaften wurde Bácovice eine selbständige Gemeinde, zu der bis 1869 die Ortsteile Mašovice und Milotičky gehörten. Diese bildeten nach ebenfalls eigene Gemeinden, bis Mašovice 1920 zum Ortsteil von Milotičky wurde.
1960 wurde die Gemeinde Milotičky nach Bácovice eingemeindet. 1975 verlor Bácovice seine Selbständigkeit und wurde zum Ortsteil von Červená Řečice. Seit 1992 ist es wieder eine Gemeinde.

## Gemeindegliederung
Für die Gemeinde Bácovice sind keine Ortsteile ausgewiesen.

## Sehenswürdigkeiten
- Kapelle am Dorfplatz, erbaut 1829